# Markus Eberle
Pour les articles homonymes, voir Eberle.
Markus Eberle (né le 2 février 1969) est un ancien skieur alpin allemand.

## Coupe du Monde
- Meilleur classement final : 30e en 1999 et 2000.
- Meilleur résultat : 4e.